# 莊拿芬·摩斯
莊拿芬·"莊"·摩斯（英語：Jonathan "Jon" Moss，1970年10月18日—），一般稱為莊拿芬·摩斯，英格蘭足球球證，出身於桑德蘭，现居霍斯福斯，現時為英格蘭超級聯賽執法球證。2011年首次在英超執法。此外，他是哈利法克斯比奇山学校（Beech Hill School）的执行校长。
摩斯早年曾参加足球训练，但后来放弃成为职业运动员，赴美国中康涅狄格州立大學就读，后来回到英国利兹大学读书。他曾在一系列业余足球俱乐部效力。29岁，他不再踢球，只做裁判。
摩斯青年时代就曾执法草根比赛。2003年，他被提升为英足聯裁判。8年后的2011年，他获准执法英超联赛。2015年，英足总派他执法当年的足总杯决赛。
摩斯曾有一些争议判罚。2016年4月英超联赛莱斯特城与西汉姆联的比赛中，他罚下莱斯特城的傑米·瓦迪，并判给西汉姆联两个点球，西汉姆联因而战平莱斯特城。赛后，摩斯被一些媒体批评，前国际裁判凯斯·哈克特面对媒体时，声称这是英超当季裁判表现最差的一场。2018年2月，英超联赛利物浦与热刺的比赛中，摩斯判给热刺两粒貝争议性的点球，热刺因而战平利物浦。赛后，利物浦主教练克洛普告诉媒体，摩斯向他承认点球属于误判。

## 外部連結
- 英超球證